# 菲利斯特
菲利斯特是德国梅克伦堡-前波莫瑞州的一个市镇。总面积11.94平方公里，总人口467人，其中男性242人，女性225人（2011年12月31日），人口密度39人/平方公里。